# Belvoir (Doubs)
Belvoir település Franciaországban, Doubs megyében. Lakosainak száma 90 fő (2022. január 1.). Belvoir Vyt-lès-Belvoir, Provenchère, Rahon, Vellerot-lès-Belvoir, Vernois-lès-Belvoir és Sancey községekkel határos.

## Népesség
A település népességének változása:
| Lakosok száma | 130  | 100  | 98   | 98   | 99   | 105  | 104  | 96   | 93   | 90   |
|               | 1968 | 1982 | 1990 | 2006 | 2013 | 2015 | 2017 | 2019 | 2020 | 2022 |